# Cantone di Rugles
Il Cantone di Rugles era una divisione amministrativa dell'arrondissement di Évreux.
A seguito della riforma approvata con decreto del 25 febbraio 2014, che ha avuto attuazione dopo le elezioni dipartimentali del 2015, è stato soppresso.

## Composizione
Comprendeva i comuni di
- Ambenay
- Bois-Anzeray
- Bois-Arnault
- Bois-Normand-près-Lyre
- Les Bottereaux
- Chaise-Dieu-du-Theil
- Chambord
- Champignolles
- Chéronvilliers
- La Haye-Saint-Sylvestre
- Juignettes
- La Neuve-Lyre
- Neaufles-Auvergny
- Rugles
- Saint-Antonin-de-Sommaire
- La Vieille-Lyre